# Daniele Conti
Daniele Conti (n. 9 de enero de 1979) es un exfutbolista profesional  Italiano. Jugó como mediocampista y su último equipo fue el Cagliari de la Serie A italiana.
Es hijo del exjugador de la AS Roma y de la Selección Italiana Bruno Conti. Es hermano del exfutbolista Andrea Conti.
Conti inició su carrera en el AS Roma a mediados de 1999, para luego ser vendido al Cagliari en un contrato de "co-propiedad". Él no abandonó al equipo a pesar de que perdieron la categoría en el año 2000. En junio de 2004 fue parte del equipo que quedó segundo en la Serie B y que retornó a la Serie A luego de 4 temporadas.
| Club     | País   | Año         |
| -------- | ------ | ----------- |
| AS Roma  | Italia | 1996 - 1999 |
| Cagliari | Italia | 1999 - 2016 |